# Släde

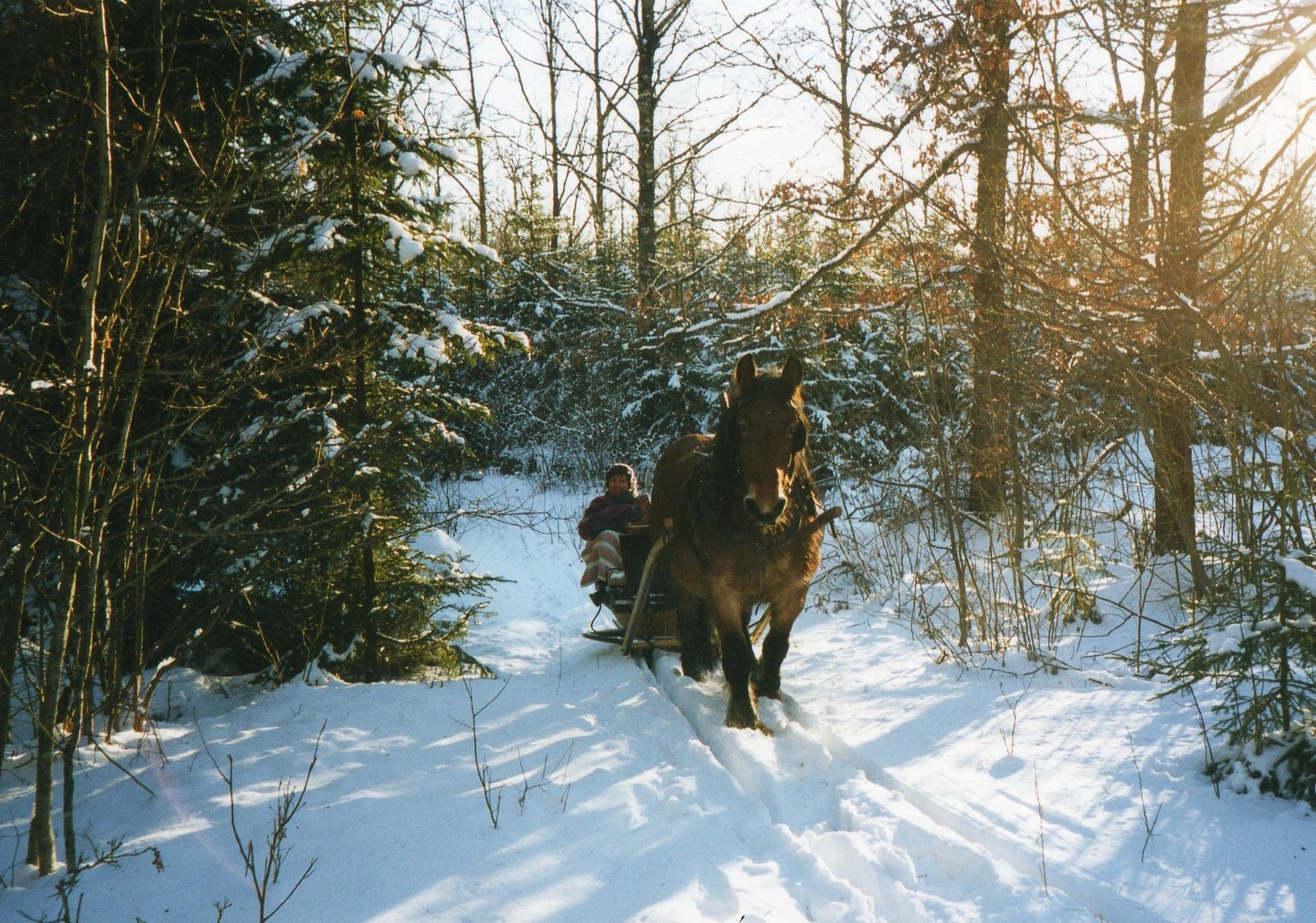
Slädåkning i vinterskog.

Släde är ett transportmedel som går på medar, vanligen på snö eller is. Den används normalt för frakt av gods eller personbefordran och dras fram antingen av människa, djur eller fordon eller är propellerdriven. 

## Historiska slädar
En släde på is eller snö har låg friktion och var överlägsen vagnar på väg. Ännu fördelaktigare var slädar på isar eftersom man då inte hade några backar.

### Arbetsslädar
Till en av de enklaste slädredskapen hör drögen. En drög består av två medar med ett flak ovanpå. Därtill finns en enklare variant, den gaffelformade drögen där medarna istället för två parallella medar består av en grenad trädstam. Drögarna hade i äldre tid en vidsträckt användning för stentransport, inom jordbruket, för vattenhämtning. De förekom in på 1800-talet även i städerna, och användes ofta på dåliga vägar utan permanent beläggning även om sommaren.
Dubbelslädarna användes för timmertransport och bestod av två fristående korta kälkar med en bank på vardera kälken. Ibland bands kälkarna samman med kättingar eller vidjor. Bordsläden kom att spridas från omkring 1860 med värmländska skogsarbetare. Den bestod av en 3 meter lång kälke, försedd med fyra bankar vilande direkt på medarna och försedd med "avvisare" som styrde kälken åt sidan om man kom för nära ett träd.
Kolryssen består av en korg av vidjor eller bräder, fäst på flaket av en kälke, och användes främst för koltransport. Benämningarna kolstig kunde användas om en kolryss som rymde 12 tunnor (1980 liter) och kolskrinda användes om en släde med en rymd av 18 tunnor.
En släpa består av två medar med en främre och en bakre tvärbalk, den bakre tvärbalken vanligen försedd med taggar och små sidostöd för att förhindra att stockarna gled. Släpan användes för timmertransport, timmersläpor, i skogsarbete vintertid. Den ena änden av stocken lades på den bakre tvärbalken och fästes med kedja och spännbjörn, innan hästen drog släpan till timmeruppläggningsplatsen. 

### Körslädar

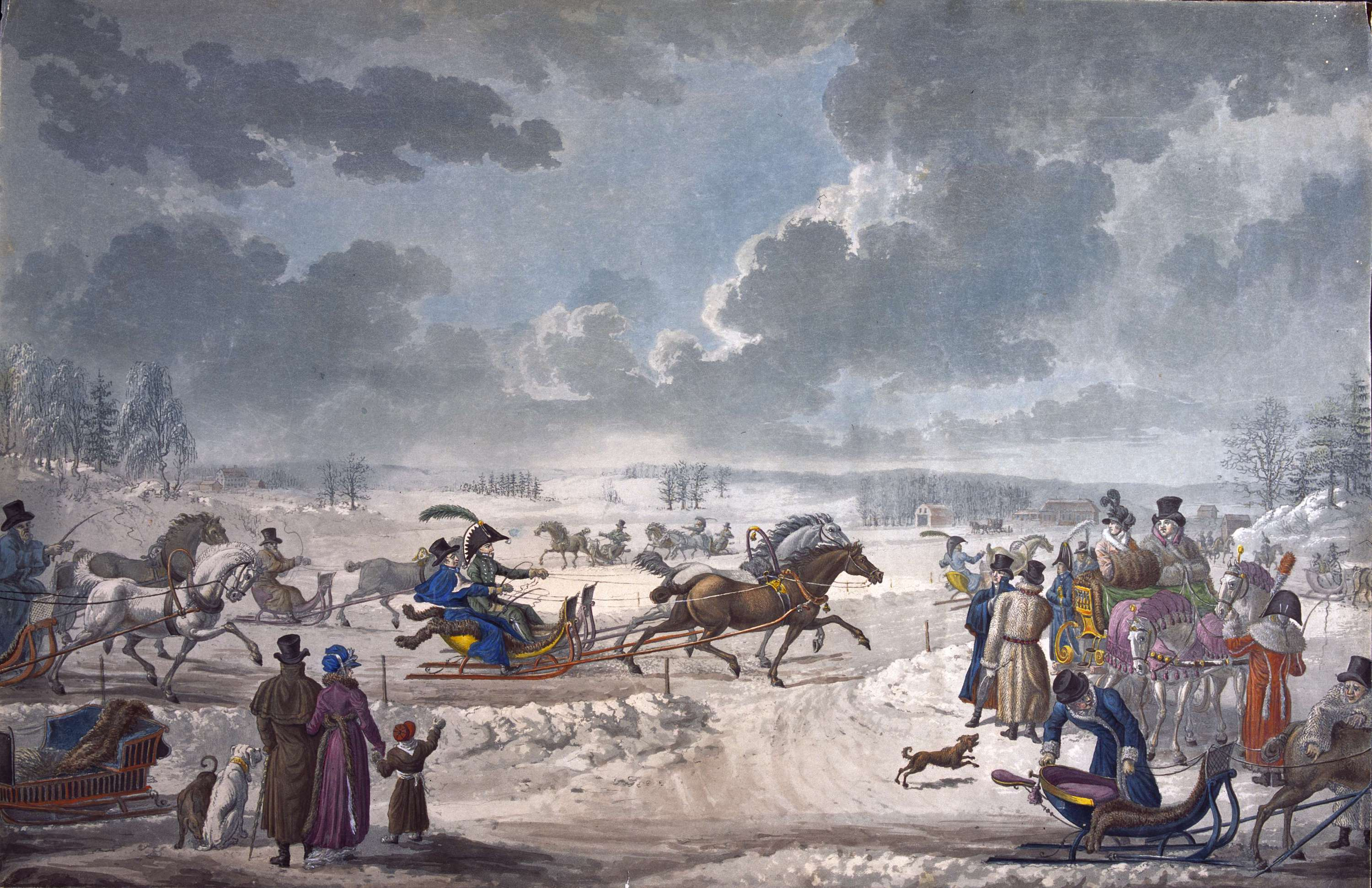
Kapplöpning, slädparti på Brunnsviken, Stockholm. Original av Martin Rudolf Heland (1765–1814).

För personbefordran förekom ett flertal varianter. 
Barksläden, tillverkad in på 1800-talet i Dalarna, är en av de äldre varianterna. Den hade en slädkorg med plats för en eller två personer att bäddas ned i korgen. Det fanns även utrymme för en person att stå baktill på medarna, men utan att kunna köra släden härifrån. Barksläden hade i äldre tid en vidare utbredning.
Risslan förekom främst i Norrland, där den användes som åksläde in på 1900-talet. De resande bäddades ned i den lådformiga slädkorgen och den som körde ekipaget stod baktill på medarna.
Trollhoppan är en troligen svensk slädtyp, kort och smal med plats endast för en person, som satt gränsle över sätet med en fot på vardera meden.
Kappsläden hade sitt ursprung i Tyskland och fick under 1700- och 1800-talet stor spridning i Sverige, främst i södra och mellersta Sverige. Kappsläden hade plats för en åkande i slädkorgen och en kuskbock med pall bakom korgen.

## Hundslädar

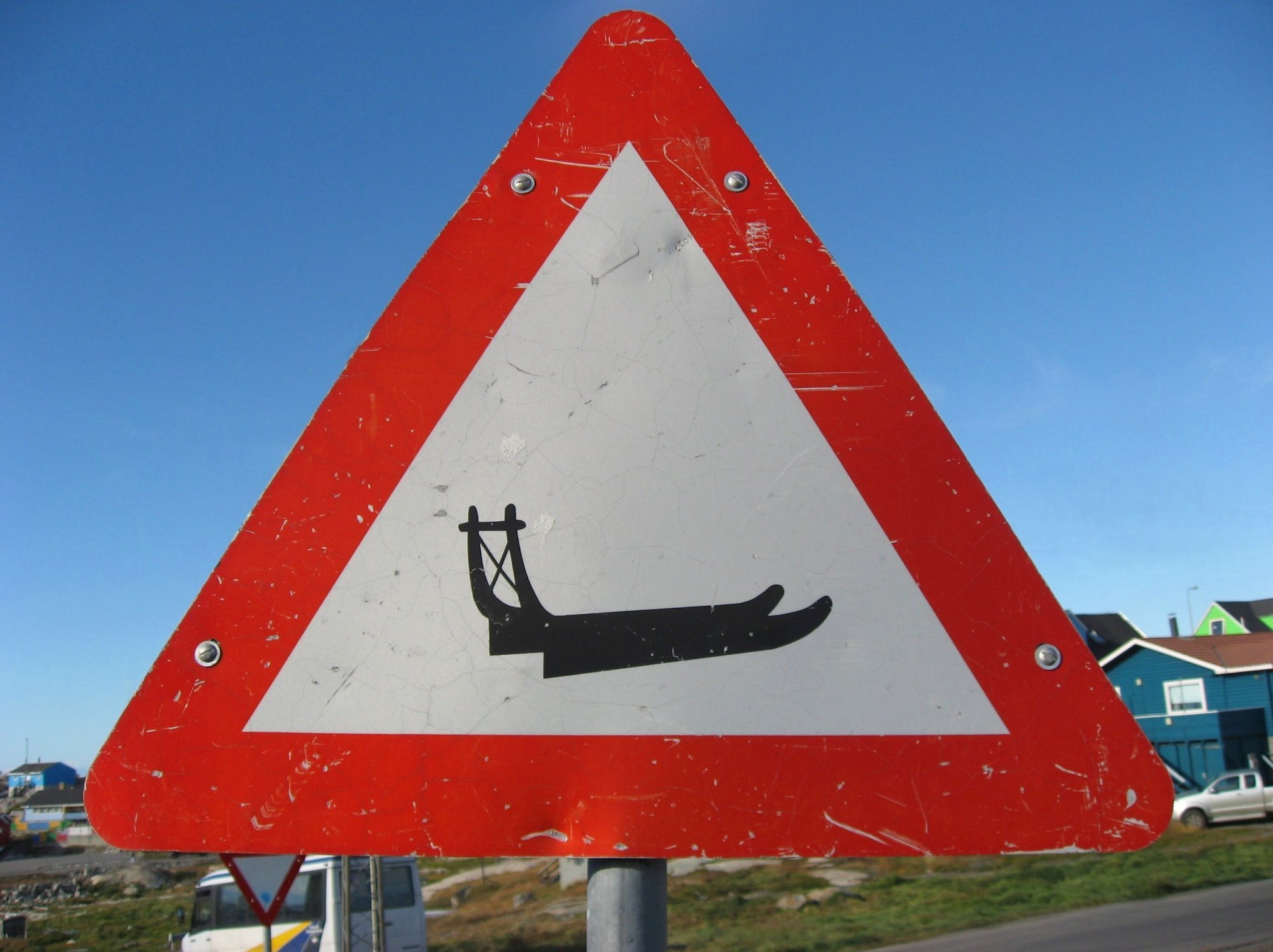
Grönländsk vägskylt med hundsläde.

En hundsläde är en släde som dras av en eller flera slädhundar. De användes tidigare till transport i arktiska områden som Grönland, Alaska, Kanada och Sibirien, men används därefter främst som fritidsaktivitet och inom 
draghundsport.
Det finns tre huvudtyper av hundslädar:
Grönlandssläden används i områden med mycket is och lite snö. Den har smala medar och varje hund är kopplad med sin egen lina till samma ställe på släden så att hundspannet breder ut sig som en solfjäder. En traditionell grönlandssläde är cirka en meter bred och 3–4 meter lång och tillverkad av trä och hopbunden med skinnremmar eller rep.
Toboggan används i områden med djup snö ursprungligen i kanadenska skogsområden. Den är smal och utformad som en stor skida. Hundarna är kopplade var för sig i en lång rad efter varandra. Tidigare var det vanligt att en person med snöskor gick före släden och trampade ned snön åt hundarna.
Nomesläden är en mellanting mellan grönlandssläden och toboggan. Den har medelbreda medar och kan användas på både is och snö. Hundarna är kopplade parvis, men var för sig till en centrumlina som löper hela vägen från släden fram till ledarhunden. 
Nomesläden och toboggan körs med ledarhund, men på Grönland använder man inte ledarhund i hundspannet.